# Duce

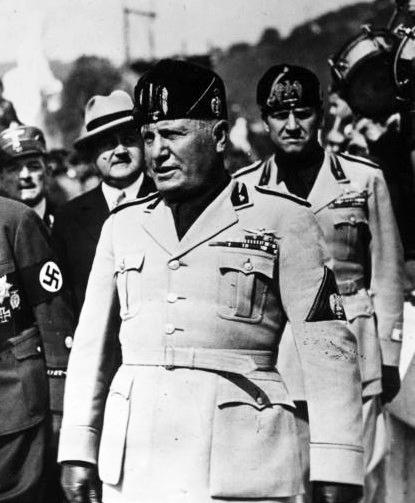
Benito Mussolini, il Duce

Duce is een Italiaanse titel, afkomstig van het Latijnse woord dux. Benito Mussolini, de leider van de Partito Nazionale Fascista, werd door de fascisten Il Duce ("de Leider") van de beweging genoemd. Het woord "duce" werd een verwijzing naar de echte positie van de dictator, zijnde Regeringsleider en Duce van het fascisme (Capo del Governo e Duce del Fascismo). Deze positie werd gecreëerd in 1925 door Mussolini en hij hield deze positie tot 1943. Deze positie stond model voor andere fascistische leiders, zoals de positie van Führer van Adolf Hitler. Vanaf september 1943 noemde Mussolini zichzelf "Duce van de Italiaanse Sociale Republiek" (Italiaans: Duce della Repubblica Sociale Italiana).

## Geschiedenis van de etymologie van het woord "Duce"
De titel werd buiten zijn traditionele adellijke betekenis gebruikt in een aantal publicaties over Garibaldi tijdens de eenwording van Italië in 1860, hoewel het niet officieel werd overgenomen door Garibaldi zelf.
"Duce supremo" werd gebruikt door Victor Emanuel III in 1915, tijdens de Eerste Wereldoorlog, waarbij hij verwees naar zijn rol als opperbevelhebber van de strijdkrachten. De term werd ook gebruikt door Gabriele d'Annunzio, dictator van het zelfverklaarde Italiaans Regentschap Carnaro in 1920. Het is echter grotendeels bekend geworden als de titel van de fascistische dictator Benito Mussolini. Het schilderij "Il Duce" van Gerardo Dottori stelt Mussolini voor, en de titel "Il Duce" wordt in verband gebracht met het fascisme en wordt normaal gezien niet meer in gebruik genomen, behalve om naar hem te verwijzen. Door de moderne anti-fascistische stemming, gebruiken Italiaanstaligen in het algemeen andere woorden voor leider. Echter, de term duce blijft voort bestaan als een antonomasie voor Benito Mussolini.

De varkensleider